# Houhajärvi
Houhajärvi är en sjö i Finland. Den ligger i Sastamala stad i landskapet Birkaland, i den sydvästra delen av landet, 160 km nordväst om huvudstaden Helsingfors. Houhajärvi ligger 92,5 meter över havet. I omgivningarna runt Houhajärvi växer i huvudsak blandskog. Arean är 3,73 kvadratkilometer och strandlinjen är 27,66 kilometer lång. Sjön  ingår i Kumo älvs huvudavrinningsområde. 